# Timecop 2: The Berlin Decision
Timecop 2: The Berlin Decision is een Amerikaanse direct-naar-video sciencefictionfilm uit 2003. De film is een vervolg op de film Timecop uit 1994, en net als die film gebaseerd op de stripreeks van Dark Horse Comics. Hoofdrollen worden vertolkt door
Jason Scott Lee en Thomas Ian Griffith. Jean-Claude Van Damme, die in de vorige film de hoofdrol vertolkte, keerde niet terug voor deze film.

## Verhaal
De film speelt in 2025; 20 jaar na de gebeurtenissen uit de vorige film. De
Time Enforcement Commission (TEC) is nog altijd actief.
Brandon Miller, een TEC medewerker, is van mening dat het zijn verantwoordelijkheid is het verleden te veranderen. Hij wil teruggaan naar het Berlijn ten tijde van nazi-Duitsland om Adolf Hitler te vermoorden voor hij de Tweede Wereldoorlog kan beginnen. Omdat de geschiedenis echter altijd zijn originele verloop moet behouden, hoe gruwelijk die ook is, wordt agent Ryan Chan achter Miller aangestuurd om hem te stoppen. In het gevecht dat ontstaat wordt Millers vrouw gedood. Miller zelf wordt gearresteerd.
Twee jaar later ontsnapt Miller en probeert alle TEC-medewerkers te doden door terug te gaan in de tijd en hun voorouders te vermoorden, zodat zij zelf nooit geboren worden. Chan blijft als enige over. Hij slaagt er nog net in Miller een tweede keer te stoppen.

## Rolverdeling
- Jason Scott Lee - Ryan Chang
- Thomas Ian Griffith - Brandon Miller
- Mary Page Keller - Doc
- John Beck - O'Rourke
- Tava Smiley - Tyler Jeffers
- Josh Hammond - Michael Travis
- Tricia Barry - Sasha Miller